# Lista de vereadores de Florianópolis da 20.ª legislatura
Esta é a lista de vereadores de Florianópolis da 20.ª Legislatura, período que compreende de 1.º de janeiro de 2025 até 31 de dezembro de 2028.
| 19.ª legislatura | Lista de vereadores de Florianópolis da 20.ª legislatura |  |

## Mesa diretora
A composição da mesa diretora da Câmara Municipal de Florianópolis durante os dois biênios da 20.ª Legislatura teve a seguinte formação:
| 1.º Biênio (2025-2026)         | 1.º Biênio (2025-2026)       | 2.º Biênio (2027-2028)         | 2.º Biênio (2027-2028) |
| Presidência                    | Presidência                  | Presidência                    | Presidência            |
| ------------------------------ | ---------------------------- | ------------------------------ | ---------------------- |
| Presidente                     | João Cobalchini (MDB)        | Presidente                     | à definir              |
| 1.º Vice-presidente            | Bericó (PL)                  | 1.º Vice-presidente            | à definir              |
| 2.ª Vice-presidente            | Pri Fernandes (PSD)          | 2.º Vice-presidente            | à definir              |
| Secretaria                     |                              |                                |                        |
| 1.º Secretário                 | Gui Pereira (PSD)            | 1.º Secretário                 | à definir              |
| 2.º Secretário                 | Pastor Giliard Torquato (PL) | 2.º Secretário                 | à definir              |
| Demais Cargos                  |                              |                                |                        |
| Prucuradora Especial da Mulher | Pri Fernandes (PSD)          | Prucuradora Especial da Mulher |                        |

## Composição
| Lideranças (2025)                     | Lideranças (2025)         | Lideranças (2025)         | Lideranças (2025)                | Lideranças (2025)                |
| ------------------------------------- | ------------------------- | ------------------------- | -------------------------------- | -------------------------------- |
| Líder do Governo                      | Líder do Governo          | Líder do Governo          | Diácono Ricardo (PSD)            | Diácono Ricardo (PSD)            |
| Representações - Blocos Parlamentares |                           |                           |                                  |                                  |
| PSDB e PSD                            | PSDB e PSD                | PSDB e PSD                | Ricardo Pastrana (PSD)           | Ricardo Pastrana (PSD)           |
| Republicanos, MDB e UNIÃO             | Republicanos, MDB e UNIÃO | Republicanos, MDB e UNIÃO | Claudinei Marques (Republicanos) | Claudinei Marques (Republicanos) |
| PSOL e PT                             | PSOL e PT                 | PSOL e PT                 | Afrânio Boppré (PSOL)            | Afrânio Boppré (PSOL)            |
| Representações - Partidos Políticos   |                           |                           |                                  |                                  |
| Partido                               | Federação                 | Assentos                  | Líder                            | Posição                          |
| PL                                    |                           | 5                         | Gilberto Pinheiro                | Governo                          |
| PSD                                   | 5                         | Líder do Bloco            | Governo                          |                                  |
| MDB                                   | 3                         | Líder do Bloco            | Governo                          |                                  |
| PSOL                                  | Fed. PSOL Rede            | 3                         | Líder do Bloco                   | Oposição                         |
| Republicanos                          |                           | 2                         | Líder do Bloco                   | Governo                          |
| PT                                    | FE Brasil                 | 2                         | Líder do Bloco                   | Oposição                         |
| Republicanos                          |                           | 2                         | Líder do Bloco                   | Governo                          |
| UNIÃO                                 | 2                         | Líder do Bloco            | Independente                     |                                  |
| PSDB                                  | Fed.PSDB Cidadania        | 1                         | Líder do Bloco                   | Independente                     |

## Parlamentares
| Parlamentar | Parlamentar                | Imagem | Partido | Partido                                      | Federação          | Votos | %     | Notas | Posição      |
| ----------- | -------------------------- | ------ | ------- | -------------------------------------------- | ------------------ | ----- | ----- | --- | ------------ |
| 1.º         | Gilberto Pinheiro (Gemada) |        |         | Partido Liberal PL                           |                    | 6.968 | 2,55% | [ 6 ] | Governo      |
| 2.ª         | Manu Vieira                |        |         | Partido Liberal PL                           |                    | 6.727 | 2,46% | [ 6 ] | Governo      |
| 3.º         | Afrânio Boppré             |        |         | Partido Socialismo e Liberdade PSOL          | Fed.PSOL Rede      | 6.061 | 2,22% | [ 6 ] | Oposição     |
| 4.ª         | Carla Ayres                |        |         | Partido dos Trabalhadores PT                 | FE Brasil          | 5.743 | 2,10% | [ 6 ] | Oposição     |
| 5.º         | Bericó                     |        |         | Partido Liberal PL                           |                    | 5.476 | 2,01% | [ 6 ] | Governo      |
| 6.º         | Dinho                      |        |         | União Brasil UNIÃO                           |                    | 5.372 | 1,97% | [ 6 ] | Independente |
| 7.º         | Roberto Katumi             |        |         | Partido Social Democrático PSD               |                    | 5.357 | 1,96% | Licenciou-se do mandato em 8 de janeiro de 2025 para assumir a função de Secretário Municipal de Cultura, Esporte e Lazer de Florianópolis, nomeado pelo prefeito Topázio Neto (PSD). | Governo      |
| 8.º         | Josimar Pereira Mamá       |        |         | União Brasil UNIÃO                           |                    | 5.334 | 1,95% | [ 6 ] | Independente |
| 9.º         | Ricardo Pastrana           |        |         | Partido Social Democrático PSD               |                    | 5.205 | 1,91% | [ 6 ] | Governo      |
| 10.º        | João Cobalchini            |        |         | Movimento Democrático Brasileiro MDB         |                    | 5.073 | 1,86% | [ 6 ] | Governo      |
| 11.º        | Adrianinho                 |        |         | Republicanos                                 |                    | 4.641 | 1,70% | [ 6 ] | Governo      |
| 12.º        | Camasão                    |        |         | Partido Socialismo e Liberdade PSOL          | Fed.PSOL Rede      | 3.975 | 1,46% | [ 6 ] | Oposição     |
| 13.º        | Gui Pereira                |        |         | Partido Social Democrático PSD               |                    | 3.885 | 1,42% | [ 6 ] | Governo      |
| 14.º        | Jeferson Backer            |        |         | Movimento Democrático Brasileiro MDB         |                    | 3.696 | 1,35% | [ 6 ] | Governo      |
| 15.º        | Pastor Giliard Torquato    |        |         | Partido Liberal PL                           |                    | 3.675 | 1,35% | [ 6 ] | Governo      |
| 16.ª        | Pri Fernandes Adote        |        |         | Partido Social Democrático PSD               |                    | 3.589 | 1,31% | [ 6 ] | Governo      |
| 17.ª        | Ingrid Sateré-Mawé         |        |         | Partido Socialismo e Liberdade PSOL          | Fed.PSOL Rede      | 3.430 | 1,26% | [ 6 ] | Oposição     |
| 18.º        | João Padilha               |        |         | Partido Liberal PL                           |                    | 3.173 | 1,16% | [ 6 ] | Governo      |
| 19.º        | Claudinei Marques          |        |         | Republicanos                                 |                    | 3.110 | 1,14% | [ 6 ] | Governo      |
| 20.º        | Rafinha De Lima            |        |         | Partido Social Democrático PSD               |                    | 2.765 | 1,01% | [ 6 ] | Governo      |
| 21.º        | Renato Da Farmácia         |        |         | Partido da Social Democracia Brasileira PSDB | Fed.PSDB Cidadania | 2.650 | 0,97% | [ 6 ] | Independente |
| 22.º        | Bezerra                    |        |         | Movimento Democrático Brasileiro MDB         |                    | 2.607 | 0,96% | [ 6 ] | Governo      |
| 23.º        | Professor Bruno            |        |         | Partido dos Trabalhadores PT                 | FE Brasil          | 2.235 | 0,82% | [ 6 ] | Oposição     |

## Suplentes que assumiram
| Parlamentar | Parlamentar     | Imagem | Partido | Partido                              | Votos | %     | Notas | Titular               | Ref.   | Posição  |
| ----------- | --------------- | ------ | ------- | ------------------------------------ | ----- | ----- | --- | --------------------- | ------ | -------- |
| -           | Ingo Câmara     |        |         | Partido Liberal PL                   | 2.803 | 1,03% | Assumiu o exercício do mandato em 12 de maio de 2025 na condição de primeiro suplente por um período de 30 dias em função do licenciamento do titular do cargo.                       | Bericó (PL)           | [ 9 ]  | Governo  |
| -           | Mak Pezenatto   |        |         | Movimento Democrático Brasileiro MDB | 2.001 | 0,73% | Assumiu o exercício do mandato em 2 de abril de 2025 na condição de primeiro suplente por um período de 31 dias em função do licenciamento do titular do cargo.                       | João Cobalchini (MDB) | [ 10 ] | Governo  |
| -           | Tânia Ramos     |        |         | Partido Socialismo e Liberdade PSOL  | 2.003 | 0,73% | Assumiu o exercício do mandato em 31 de março de 2025 na condição de primeiro suplente por um período de 31 dias em função do licenciamento do titular do cargo.                      | Afrânio Boppré (PSOL) | [ 11 ] | Oposição |
| -           | Diácono Ricardo |        |         | Partido Social Democrático PSD       | 2.539 | 0,93% | Assumiu o exercício do mandato em 8 de janeiro de 2025 em função do licenciamento do titular para assumir cargo de Secretário Municipal de Cultura, Esporte e Lazer de Florianópolis. | Roberto Katumi (PSD)  | [ 8 ]  | Governo  |

## Frentes parlamentares
| Representações nas Frentes Parlamentares da Câmara Municipal de Florianópolis                           | Representações nas Frentes Parlamentares da Câmara Municipal de Florianópolis | Representações nas Frentes Parlamentares da Câmara Municipal de Florianópolis | Representações nas Frentes Parlamentares da Câmara Municipal de Florianópolis |
| Frente Parlamentar                                                                                      | Presidentes                                                                   | Demais Membros                                                                | Ref.                                                                          |
| --- | ----------------------------------------------------------------------------- | ----------------------------------------------------------------------------- | ----------------------------------------------------------------------------- |
| Frente Parlamentar do Conservadorismo                                                                   | João Padilha (PL)                                                             |                                                                               | [ 12 ]                                                                        |
| Frente Parlamentar em Defesa da Indústria da Cannabis                                                   | Camasão (PSOL)                                                                |                                                                               | [ 12 ]                                                                        |
| Frente Parlamentar pela Redução da Jornada de Trabalho, sem Redução de Salário                          | Carla Ayres (PT)                                                              | Professor Bruno (PT)                                                          | [ 12 ]                                                                        |
| Frente Parlamentar em Defesa das Políticas Culturais no Município de Florianópolis                      | Carla Ayres (PT)                                                              |                                                                               | [ 12 ]                                                                        |
| Frente Parlamentar dos Direitos Animais                                                                 | Camasão (PSOL)                                                                | Afrânio Boppré (PSOL)                                                         | [ 12 ]                                                                        |
| Frente Parlamentar dos Direitos Animais                                                                 | Camasão (PSOL)                                                                | Ingrid Sateré Mawé (PSOL)                                                     | [ 12 ]                                                                        |
| Frente Parlamentar dos Direitos Animais                                                                 | Camasão (PSOL)                                                                | Pri Fernandes (PSD)                                                           | [ 12 ]                                                                        |
| Frente Parlamentar do Desenvolvimento Urbano, do Mercado Imobiliário e da Indústria da Construção Civil | Rafinha de Lima (PSD)                                                         | Manu Vieira (PL)                                                              | [ 12 ]                                                                        |
| Frente Parlamentar do Desenvolvimento Urbano, do Mercado Imobiliário e da Indústria da Construção Civil | Rafinha de Lima (PSD)                                                         | Gui Pereira (PSD)                                                             | [ 12 ]                                                                        |
| Frente Parlamentar do Desenvolvimento Urbano, do Mercado Imobiliário e da Indústria da Construção Civil | Rafinha de Lima (PSD)                                                         | João Padilha (PL)                                                             | [ 12 ]                                                                        |
| Frente Parlamentar do Desenvolvimento Urbano, do Mercado Imobiliário e da Indústria da Construção Civil | Rafinha de Lima (PSD)                                                         | Adrianinho (Republicanos)                                                     | [ 12 ]                                                                        |
| Frente Parlamentar do Desenvolvimento Urbano, do Mercado Imobiliário e da Indústria da Construção Civil | Rafinha de Lima (PSD)                                                         | Ricardo Pastrana (PSD)                                                        | [ 12 ]                                                                        |
| Frente Parlamentar do Desenvolvimento Urbano, do Mercado Imobiliário e da Indústria da Construção Civil | Rafinha de Lima (PSD)                                                         | Diácono Ricardo (PSD)                                                         | [ 12 ]                                                                        |
| Frente Parlamentar do Desenvolvimento Urbano, do Mercado Imobiliário e da Indústria da Construção Civil | Rafinha de Lima (PSD)                                                         | Pri Fernandes (PSD)                                                           | [ 12 ]                                                                        |
| Frente Parlamentar do Desenvolvimento Urbano, do Mercado Imobiliário e da Indústria da Construção Civil | Rafinha de Lima (PSD)                                                         | Claudinei Marques (Republicanos)                                              | [ 12 ]                                                                        |
| Frente Parlamentar da Memória e Patrimônio Histórico                                                    | Afrânio Boppré (PSOL)                                                         |                                                                               | [ 12 ]                                                                        |
| Frente Parlamentar de Saúde Mental                                                                      | Pri Fernandes (PSD)                                                           | Diácono Ricardo (PSD)                                                         | [ 12 ]                                                                        |
| Frente Parlamentar de Saúde Mental                                                                      | Pri Fernandes (PSD)                                                           | Renato da Farmácia (PSDB)                                                     | [ 12 ]                                                                        |
| Frente Parlamentar para o Desenvolvimento do Desporto Adaptado                                          | Bezerra (MDB)                                                                 |                                                                               | [ 12 ]                                                                        |
| Frente Parlamentar em Defesa do Autismo                                                                 | João Padilha (PL)                                                             |                                                                               | [ 12 ]                                                                        |
| Frente Parlamentar em Defesa da Fé Cristã                                                               | Pastor Giliard Torquato (PL)                                                  | Gui Pereira (PSD)                                                             | [ 12 ]                                                                        |
| Frente Parlamentar em Defesa da Fé Cristã                                                               | Pastor Giliard Torquato (PL)                                                  | Manu Vieira (PL)                                                              | [ 12 ]                                                                        |
| Frente Parlamentar do Continente                                                                        | Bezerra (MDB)                                                                 | Adrianinho (Republicanos)                                                     | [ 12 ]                                                                        |
| Frente Parlamentar do Continente                                                                        | Bezerra (MDB)                                                                 | Claudinei Marques (Republicanos)                                              | [ 12 ]                                                                        |
| Frente Parlamentar do Continente                                                                        | Bezerra (MDB)                                                                 | Dinho (UNIÃO)                                                                 | [ 12 ]                                                                        |
| Frente Parlamentar pela Segurança Jurídica                                                              | Manu Vieira (PL)                                                              |                                                                               | [ 12 ]                                                                        |
| Frente Parlamentar de Desenvolvimento Econômico                                                         | Manu Vieira (PL)                                                              |                                                                               | [ 12 ]                                                                        |
| Frente Parlamentar de Apoio à Agroecologia e à Segurança e Soberania Alimentar e Nutricional            | Ingrid Sateré Mawé (PSOL)                                                     | Camasão (PSOL)                                                                | [ 12 ]                                                                        |
| Frente Parlamentar de Apoio à Agroecologia e à Segurança e Soberania Alimentar e Nutricional            | Ingrid Sateré Mawé (PSOL)                                                     | Claudinei Marques (Republicanos)                                              | [ 12 ]                                                                        |
| Frente Parlamentar de Apoio à Agroecologia e à Segurança e Soberania Alimentar e Nutricional            | Ingrid Sateré Mawé (PSOL)                                                     | Rafinha de Lima (PSD)                                                         | [ 12 ]                                                                        |
| Frente Parlamentar da Atenção às Mudanças Climáticas                                                    | Carla Ayres (PT)                                                              |                                                                               | [ 12 ]                                                                        |
| Frente Parlamentar de Combate ao Abuso e Exploração Sexual de Crianças e Adolescentes                   | Claudinei Marques (Republicanos)                                              |                                                                               | [ 12 ]                                                                        |
| Frente Parlamentar para o Esporte                                                                       | Josimar Pereira Mamá (UNIÃO)                                                  |                                                                               | [ 12 ]                                                                        |
| Frente Parlamentar pela Garantia dos Direitos LGBTI+                                                    | Carla Ayres (PT)                                                              | Camasão (PSOL)                                                                | [ 12 ]                                                                        |
| Frente Parlamentar pela Garantia dos Direitos LGBTI+                                                    | Carla Ayres (PT)                                                              | Ingrid Sateré Mawé (PSOL)                                                     | [ 12 ]                                                                        |

## Comissões permanentes
| Comissões Permanentes                                                          | 2025-2026                        | 2025-2026                    | 2025-2026                        | 2025-2026 |
| Comissões Permanentes                                                          | Presidente                       | Vice-presidente              | Membros                          | Ref.      |
| ------------------------------------------------------------------------------ | -------------------------------- | ---------------------------- | -------------------------------- | --------- |
| Comissão de Constituição e Justiça                                             | Manu Vieira (PL)                 | Dinho (UNIÃO)                | João Padilha (PL)                | [ 13 ]    |
| Comissão de Constituição e Justiça                                             | Manu Vieira (PL)                 | Dinho (UNIÃO)                | Carla Ayres (PT)                 | [ 13 ]    |
| Comissão de Constituição e Justiça                                             | Manu Vieira (PL)                 | Dinho (UNIÃO)                | Gui Pereira (PSD)                | [ 13 ]    |
| Comissão de Constituição e Justiça                                             | Manu Vieira (PL)                 | Dinho (UNIÃO)                | Ricardo Pastrana (PSD)           | [ 13 ]    |
| Comissão de Constituição e Justiça                                             | Manu Vieira (PL)                 | Dinho (UNIÃO)                | Bezerra (MDB)                    | [ 13 ]    |
|                                                                                |                                  |                              |                                  | [ 13 ]    |
| Comissão de Orçamento, Finanças e Tributação                                   | Claudinei Marques (Republicanos) | Dinho (UNIÃO)                | Manu Vieira (PL)                 | [ 13 ]    |
| Comissão de Orçamento, Finanças e Tributação                                   | Claudinei Marques (Republicanos) | Dinho (UNIÃO)                | Rafinha de Lima (PSD)            | [ 13 ]    |
| Comissão de Orçamento, Finanças e Tributação                                   | Claudinei Marques (Republicanos) | Dinho (UNIÃO)                | Camasão (PSOL)                   | [ 13 ]    |
|                                                                                |                                  |                              |                                  | [ 13 ]    |
| Comissão de Viação, Obras Públicas e Urbanismo                                 | Gui Pereira (PSD)                | Gilberto Pinheiro (PL)       | Adrianinho (Republicanos)        | [ 13 ]    |
| Comissão de Viação, Obras Públicas e Urbanismo                                 | Gui Pereira (PSD)                | Gilberto Pinheiro (PL)       | Claudinei Marques (Republicanos) | [ 13 ]    |
| Comissão de Viação, Obras Públicas e Urbanismo                                 | Gui Pereira (PSD)                | Gilberto Pinheiro (PL)       | Afrânio Boppré (PSOL)            | [ 13 ]    |
|                                                                                |                                  |                              |                                  | [ 13 ]    |
| Comissão de Meio Ambiente                                                      | Adrianinho (Republicanos)        | Bericó (PL)                  | Dinho (UNIÃO)                    | [ 13 ]    |
| Comissão de Meio Ambiente                                                      | Adrianinho (Republicanos)        | Bericó (PL)                  | Ingrid Sateré Mawé (PSOL)        | [ 13 ]    |
| Comissão de Meio Ambiente                                                      | Adrianinho (Republicanos)        | Bericó (PL)                  | Diácono Ricardo (PSD)            | [ 13 ]    |
|                                                                                |                                  |                              |                                  | [ 13 ]    |
| Comissão de Saúde                                                              | Renato da Farmácia (PSDB)        | Pastor Giliard Torquato (PL) | Claudinei Marques (Republicanos) | [ 13 ]    |
| Comissão de Saúde                                                              | Renato da Farmácia (PSDB)        | Pastor Giliard Torquato (PL) | Professor Bruno (PT)             | [ 13 ]    |
| Comissão de Saúde                                                              | Renato da Farmácia (PSDB)        | Pastor Giliard Torquato (PL) | Adrianinho (Republicanos)        | [ 13 ]    |
|                                                                                |                                  |                              |                                  | [ 13 ]    |
| Comissão de Educação, Cultura e Desporto                                       | Pastor Giliard Torquato (PL)     | Afrânio Boppré (PSOL)        | Bezerra (MDB)                    | [ 13 ]    |
| Comissão de Educação, Cultura e Desporto                                       | Pastor Giliard Torquato (PL)     | Afrânio Boppré (PSOL)        | Jeferson Backer (MDB)            | [ 13 ]    |
| Comissão de Educação, Cultura e Desporto                                       | Pastor Giliard Torquato (PL)     | Afrânio Boppré (PSOL)        | Pri Fernandes (PSD)              | [ 13 ]    |
|                                                                                |                                  |                              |                                  | [ 13 ]    |
| Comissão de Trabalho, Legislação Social e Serviço Público                      | Bezerra (MDB)                    | João Padilha (PL)            | Diácono Ricardo (PSD)            | [ 13 ]    |
| Comissão de Trabalho, Legislação Social e Serviço Público                      | Bezerra (MDB)                    | João Padilha (PL)            | Pri Fernandes (PSD)              | [ 13 ]    |
| Comissão de Trabalho, Legislação Social e Serviço Público                      | Bezerra (MDB)                    | João Padilha (PL)            | Professor Bruno (PT)             | [ 13 ]    |
|                                                                                |                                  |                              |                                  | [ 13 ]    |
| Comissão de Defesa do Consumidor, Direitos Humanos e Segurança Pública         | Ricardo Pastrana (PSD)           | Manu Vieira (PL)             | Rafinha de Lima (PSD)            | [ 13 ]    |
| Comissão de Defesa do Consumidor, Direitos Humanos e Segurança Pública         | Ricardo Pastrana (PSD)           | Manu Vieira (PL)             | Afrânio Boppré (PSOL)            | [ 13 ]    |
| Comissão de Defesa do Consumidor, Direitos Humanos e Segurança Pública         | Ricardo Pastrana (PSD)           | Manu Vieira (PL)             | Camasão (PSOL)                   | [ 13 ]    |
|                                                                                |                                  |                              |                                  | [ 13 ]    |
| Comissão de Turismo e Assuntos Internacionais                                  | Bericó (PL)                      | Carla Ayres (PT)             | Josimar Pereira Mamá (UNIÃO)     | [ 13 ]    |
| Comissão de Turismo e Assuntos Internacionais                                  | Bericó (PL)                      | Carla Ayres (PT)             | Jeferson Backer (MDB)            | [ 13 ]    |
| Comissão de Turismo e Assuntos Internacionais                                  | Bericó (PL)                      | Carla Ayres (PT)             | Gui Pereira (PSD)                | [ 13 ]    |
|                                                                                |                                  |                              |                                  | [ 13 ]    |
| Comissão de Ciência e Tecnologia, Inovação e Informática                       | Josimar Pereira Mamá (UNIÃO)     | Jeferson Backer (MDB)        | Rafinha de Lima (PSD)            | [ 13 ]    |
| Comissão de Ciência e Tecnologia, Inovação e Informática                       | Josimar Pereira Mamá (UNIÃO)     | Jeferson Backer (MDB)        | Ingrid Sateré Mawé (PSOL)        | [ 13 ]    |
| Comissão de Ciência e Tecnologia, Inovação e Informática                       | Josimar Pereira Mamá (UNIÃO)     | Jeferson Backer (MDB)        | Gilberto Pinheiro (PL)           | [ 13 ]    |
|                                                                                |                                  |                              |                                  | [ 13 ]    |
| Comissão de Defesa dos Direitos da Pessoa com Deficiência                      | João Padilha (PL)                | Diácono Ricardo (PSD)        | Renato da Farmácia (PSDB)        | [ 13 ]    |
| Comissão de Defesa dos Direitos da Pessoa com Deficiência                      | João Padilha (PL)                | Diácono Ricardo (PSD)        | Bericó (PL)                      | [ 13 ]    |
| Comissão de Defesa dos Direitos da Pessoa com Deficiência                      | João Padilha (PL)                | Diácono Ricardo (PSD)        | Camasão (PSOL)                   | [ 13 ]    |
|                                                                                |                                  |                              |                                  | [ 13 ]    |
| Comissão de Pesca, da Maricultura, da Agricultura e Assuntos do Mar            | Gilberto Pinheiro (PL)           | Professor Bruno (PT)         | Ricardo Pastrana (PSD)           | [ 13 ]    |
| Comissão de Pesca, da Maricultura, da Agricultura e Assuntos do Mar            | Gilberto Pinheiro (PL)           | Professor Bruno (PT)         | Josimar Pereira Mamá (UNIÃO)     | [ 13 ]    |
| Comissão de Pesca, da Maricultura, da Agricultura e Assuntos do Mar            | Gilberto Pinheiro (PL)           | Professor Bruno (PT)         | Renato da Farmácia (PSDB)        | [ 13 ]    |
|                                                                                |                                  |                              |                                  | [ 13 ]    |
| Comissão de Defesa dos Direitos da Mulher e da Promoção da Igualdade de Gênero | Ingrid Sateré Mawé (PSOL)        | Carla Ayres (PT)             | Pri Fernandes (PSD)              | [ 13 ]    |
| Comissão de Defesa dos Direitos da Mulher e da Promoção da Igualdade de Gênero | Ingrid Sateré Mawé (PSOL)        | Carla Ayres (PT)             | Diácono Ricardo (PSD)            | [ 13 ]    |
| Comissão de Defesa dos Direitos da Mulher e da Promoção da Igualdade de Gênero | Ingrid Sateré Mawé (PSOL)        | Carla Ayres (PT)             | Pastor Giliard Torquato (PL)     | [ 13 ]    |